# Düzen Tekkal

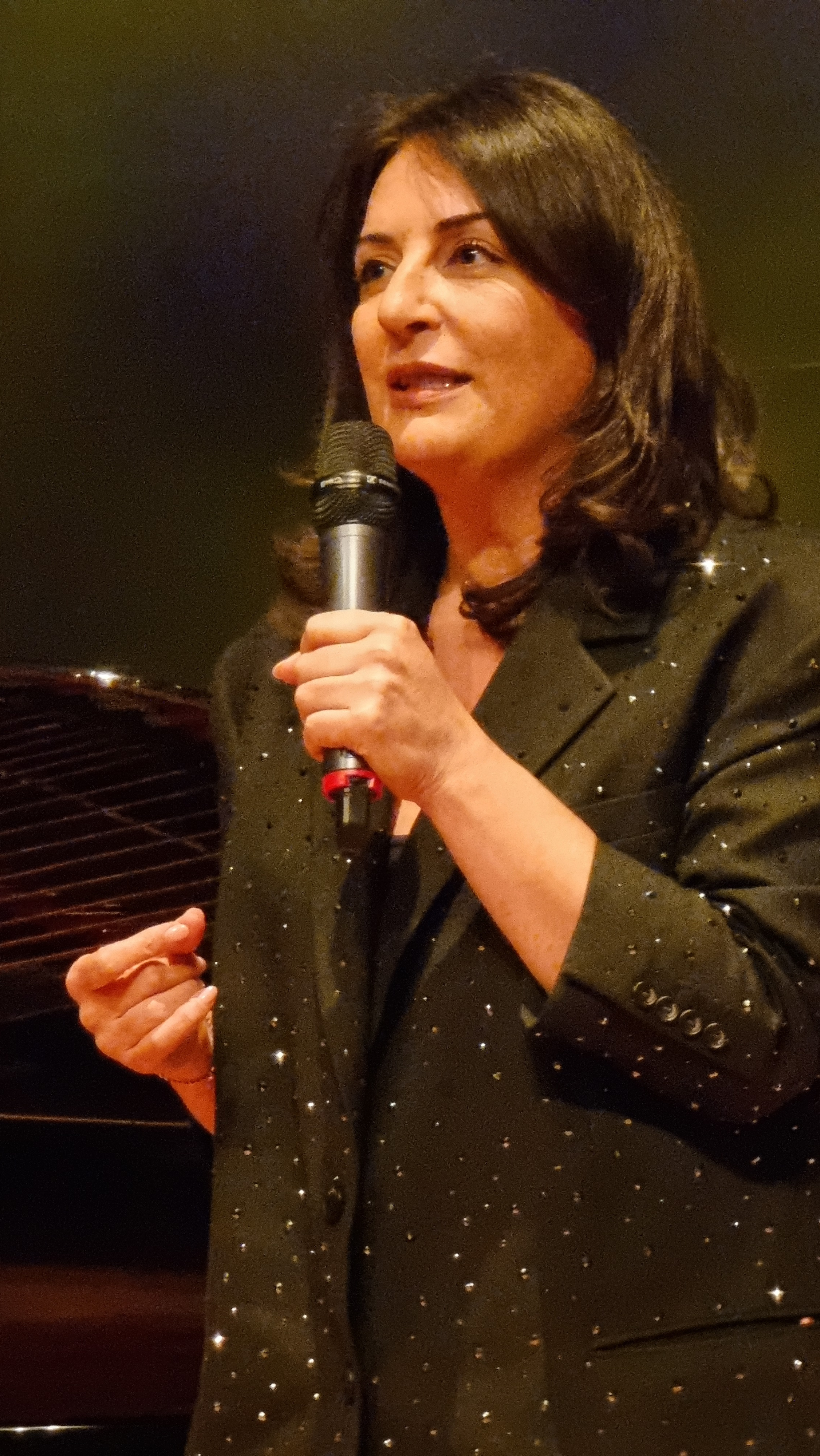
Düzen Tekkal (2024)

Düzen Tekkal (geboren 2. September 1978 in Hannover) ist eine deutsche Autorin, Fernsehjournalistin, Filmemacherin, Kriegsberichterstatterin, Politikwissenschaftlerin, Sozialunternehmerin und Gründerin. Zu ihren Arbeiten gehören die Dokumentarfilme Háwar – Meine Reise in den Genozid und Jiyan – Die vergessenen Opfer des IS. Für ihre Arbeit wurde sie wiederholt ausgezeichnet, unter anderem mit dem Bundesverdienstkreuz.

## Leben

### Jugend und Ausbildung
Tekkals Eltern kamen in den 1970er-Jahren als Einwanderer aus der Südosttürkei nach Deutschland. In ihrer Heimat waren sie als Kurden und Teil der jesidischen Glaubensgemeinschaft verfolgt worden. In Deutschland arbeitete ihr Vater als Fliesenleger, ihre Mutter war Hausfrau. Sie ist eines von elf Geschwistern, darunter die ehemalige Profifußballspielerin Tuğba Tekkal.
1998 erwarb sie ihr Abitur, widmete sich ab 2002 dem Studium der Politikwissenschaft und Germanistik an der Leibniz Universität Hannover und schloss dieses im Jahr 2007 ab. In ihrer Masterarbeit, die sie mit Prädikatsnote abschloss, befasste sie sich mit kurdischen Jesiden in der Diaspora und den gesellschaftspolitischen Bedingungen ihrer Integration sowie mit Integrationspolitik in Europa.

### Berufliche Laufbahn
Nach ihrem Studium arbeitete Tekkal als Hospitantin an der Deutschen Orient-Stiftung in Hamburg und begann ihre Laufbahn als Fernsehjournalistin bei RTL. Sie arbeitete dort als Redakteurin und Reporterin für verschiedene Formate wie Spiegel TV, stern TV und Extra – Das RTL-Magazin. Für ihre Reportage Angst vor den neuen Nachbarn wurde sie 2010 zusammen mit dem Extra-Redaktionsleiter Jan Rasmus mit dem Bayerischen Filmpreis ausgezeichnet.
Seit 2014 arbeitet sie als freie Journalistin, Filmemacherin, Kriegsberichterstatterin und Autorin. Sie verfasste zwei im Berlin Verlag erschienene Bücher, die Platz 16 und 17 der Spiegel-Bestseller-Liste „Paperback Sachbücher“ erreichten, und wirkte bei weiteren Veröffentlichungen als Gastautorin mit. Hierbei behandelt sie vor allem die Themen Migration, Integration und Identität.
Um den Dokumentarfilm Háwar – Meine Reise in den Genozid zu drehen, reiste Tekkal im Jahr 2014 in den Irak. Im Mittelpunkt des Films stehen die Zerstörung durch den IS und der Völkermord gegen die im Nordirak ansässigen Jesiden, insbesondere die Gewalt gegenüber Frauen. Seine Premiere hatte das Werk im Jahr 2015 bei den 49. Hofer Filmtagen. Der Film wurde außerdem im Bundestag und im Europäischen Parlament gezeigt. 2017 fand eine Vorführung auch im Hauptsitz der Vereinten Nationen in New York in einer Veranstaltung statt, die vom Büro des Sonderbeauftragten des Generalsekretärs für sexuelle Gewalt in Konflikten, der Ständigen Vertretung der Bundesrepublik Deutschland bei den Vereinten Nationen und der Ständigen Vertretung des Irak bei den Vereinten Nationen organisiert wurde.
Ihr zweiter Film Jiyan – Die vergessenen Opfer des IS feierte seine Premiere im Januar 2020 im Kino International in Berlin und wurde im Dezember des Jahres auf rbb Fernsehen erstmals ausgestrahlt. In der Dokumentation begleitet Tekkal die aus IS-Gefangenschaft befreite Jesidin Najlaa Matto, die zum Zweck der Aufarbeitung und Verfolgung der Verbrechen an ihrem Volk in den Nordirak zurückkehrt. Einer der zentralen Punkte des Films neben der Bestandsaufnahme der Zerstörung von Leben, Schicksalen und Kultur ist ein Appell für die Menschenrechte und eine Erinnerung an die Verantwortung der internationalen Gemeinschaft sowie die Forderung, die IS-Täter zur Verantwortung zu ziehen und vor ein Straftribunal zu stellen.
Tekkal ist auch als Host aktiv, etwa beim Daimler Diversity Day im Zeichen der Vielfalt oder bei der Veröffentlichung der Studie Tabu & Toleranz des Bundesministeriums der Verteidigung. Sie moderiert mehrere Podcasts, z. B. die Reihe Vergessen: Die Frauenmorde von Juárez mit Leyla Yenirce oder den Podcast der DFB-Stiftungen, Mehr als ein Spiel, bei dem sie mit Nils Straatmann Gäste wie Leon Goretzka und Lars Klingbeil empfängt und sich mit Menschen befasst, die sich mit den Mitteln des Fußballs sozial, gesellschaftlich und kulturell engagieren.

### Politik
Im Jahr 2016 gehörte Tekkal zum Schattenkabinett von Julia Klöckner in Rheinland-Pfalz und wurde für das Amt der Beauftragten der Bundesregierung für Migration, Flüchtlinge und Integration im Kanzleramt im Kabinett Merkel IV genannt, erhielt den Posten allerdings nicht. Im darauffolgenden Jahr gehörte sie zum Schattenkabinett von Bernd Althusmann. 2019 wurde sie in die Fachkommission Fluchtursachen der Bundesregierung berufen. Seit 2021 ist sie Sachverständige im Bundestag bei der öffentlichen Anhörung des Ausschusses für Menschenrechte und humanitäre Hilfe zur Menschenrechtslage in der Türkei.
Zu ihren politischen Positionen gehört ein pluralistisches Deutschland auf Grundlage der freiheitlich demokratischen Grundordnung, welches Extremismus entgegenwirkt, besonders Islamismus und Rechtsextremismus. Hierbei vertritt sie auch kritische Standpunkte und nimmt sowohl die Politik als auch autochthone Deutsche und Einwanderer in die Verantwortung für ein Miteinander auf Basis gemeinsamer Werte. Weiterhin spricht sie sich u. a. auch für eine gesetzliche Frauenquote aus.
Tekkal war mit verschiedenen Ministern auf Delegationsreise, etwa 2019 mit Verteidigungsministerin Annegret Kramp-Karrenbauer im Irak oder im Jahr davor mit Entwicklungsminister Gerd Müller. Auch 2022 war sie mit der Außenministerin Annalena Baerbock auf Delegationsreise durch Pakistan, Griechenland und die Türkei. Die Reise wurde aufgrund von Baerbocks Corona-Erkrankung frühzeitig abgebrochen, jedoch beendeten Tekkal und weitere Mitglieder der Delegation diese zumindest in Pakistan.
Im Frühjahr 2024 wurde Tekkal vom italienischen G7-Vorsitz als Beraterin in den Gleichstellungsbeirat der G7-Staatengruppe aufgenommen, einem unabhängigen Gremium, das die Staatsoberhäupter der G7-Staaten und entsprechend verantwortliche Minister zum Thema Geschlechtergerechtigkeit berät.

### Soziales Engagement

#### Menschenrechtsorganisation HÁWAR.help e. V.
Gemeinsam mit ihrer Schwester, der ehemaligen Profi-Fußballspielerin Tuğba Tekkal, gründete sie den gemeinnützigen Verein für humanitäre Hilfe HÁWAR.help und ist dessen Vorsitzende. Der Verein betreibt mehrere Projekte im Irak, in Afghanistan und Deutschland. Dazu gehören das Frauen-Empowerment-Zentrum Back to Life, psychosoziale Betreuung, Alphabetisierungs- und Handwerkskurse sowie Bildungsworkshops zu Themen wie Frauenrechten und Entrepreneurship für Frauen und Kinder aus IS-Kriegsgefangenschaft im Irak und in Deutschland. Scoring Girls ist ein integratives Projekt des Vereins, welches von Düzens Schwester Tuğba ins Leben gerufen wurde. Hierbei ist das Ziel, mittels Teamsport (Fußball), Schul- und Hausaufgabenhilfe oder Berufsorientierung Werte wie Teamgeist, Empathie, Verantwortungsbewusstsein oder Führungsstärke bei Mädchen und jungen Frauen zu fördern. Schirmherrin des Projekts ist die Journalistin und Fernsehmoderatorin Anne Will. Weitere Projekte sind School Talks, Dialoge an deutschen Schulen über Menschenrechte, Marginalisierung und entwicklungspolitische Zusammenhänge, sowie Sensibilisierung & politisches Engagement. 2021 übernahm Annalena Baerbock die Schirmherrschaft des Projekts Back to Life. Im Juni 2022 sprach sich Düzen Tekkal als Sachverständige in einer Sitzung des Petitionsausschusses des Deutschen Bundestag für die offizielle Anerkennung des Genozids an den Jesiden durch die Bundesrepublik Deutschland aus. Die Anerkennung durch den Deutschen Bundestag erfolgte im Januar 2023. In etwa zur gleichen Zeit übernahm HÁWAR.help das Patenschaftsprogramm für politische Gefangene im Iran, das 2022 von den Aktivistinnen Mariam Claren (Tochter der im Iran inhaftierten deutschen Staatsbürgerin Nahid Taghavi), sowie den Aktivistinnen Daniela Sepehri und Mina Khani ins Leben gerufen worden war.

#### Bildungsinitiative GermanDream
2019 gründete Tekkal die Bildungsinitiative GermanDream, die jungen Menschen Werte von Freiheit und Selbstbestimmung zu vermitteln und Extremismus vorzubeugen. Zu den Werbebotschaftern, die als Vorbilder für die Integration fungieren sollen, gehören u. a. die Managerin Janina Kugel, der FDP-Chef Christian Lindner oder der Fußballer Leon Goretzka. Mit dem Hashtag #GermanDream rief Tekkal auf Twitter Menschen mit Migrationshintergrund auf, ihre Lebens- und Erfolgsgeschichten als Ansporn für andere Einwanderer zu teilen. Seit 2022 verleiht GermanDream Preise an Personen, die sich besonders für den gesellschaftlichen Zusammenhalt und das soziale Miteinander in Deutschland starkmachen. Im November 2023 verlieh die Initiative im Beisein des Bundeskanzlers der Bundesrepublik Olaf Scholz sowie Bundestagspräsidentin Bärbel Bas den Ehrenpreis für ihr Lebenswerk an Margot Friedländer.

#### Startup Mut:Republik
Im Jahr 2022 gründete Düzen Tekkal zusammen mit Juri Schnöller und Nikolina Milunovic die Organisations- und Personalberatung Mut:Republik.

#### Sonstiges
Seit 2023 unterstützt Tekkal die UN-Kampagne „Orange the World“ als Botschafterin. Die Kampagne macht seit 1991 auf geschlechterspezifische Gewalt gegen Frauen und Mädchen aufmerksam und sammelt Geld für den UN Trust Fund to End Violence Against Women. Tekkal ist Mitglied des Kuratoriums der Margot Friedländer Stiftung und war zuvor ehrenamtliches Mitglied der Konrad-Adenauer-Stiftung.
Im Herbst 2023 übernahm Tekkal gemeinsam mit der Schauspielerin Iris Berben und der CSU-Politikerin Dorothee Bär eine symbolische Patenschaft für die Deutsch-Israelin Yarden Roman, die beim Angriff der Hamas auf Israel von den Terroristen in den Gazastreifen verschleppt wurde. Roman wurde am 30. November desselben Jahres im Rahmen einer Feuerpause freigelassen.
Ende Mai 2025 sprach Tekkal in einem Interview mit der Frankfurter Allgemeinen Zeitung über wiederholte Morddrohungen sowie Hetzkampagnen, vor allem in den sozialen Medien, aber auch konkret durch propalästinensische Gruppen. Sie erklärte, dass sie daraufhin ihren Personenschutz erhöhen musste und keine Veranstaltungsorte mehr im Voraus ankündigen kann.

## Werke (Auswahl)

### Sachbücher
- 2016: Deutschland ist bedroht: Warum wir unsere Werte jetzt verteidigen müssen, Berlin Verlag, Berlin, ISBN 978-3-8270-1328-6.
- 2020: #GermanDream: Wie wir ein besseres Deutschland schaffen, Berlin Verlag, Berlin, ISBN 978-3-8270-1420-7.
- 2023: Wir haben keine Angst. Die mutigen Frauen Irans, (Hrsg., gemeinsam mit Natalie Amiri), Elisabeth Sandmann Verlag, München, ISBN 978-3-949582-20-2.

#### Als Mitwirkende
- 2016: Gewalt (Flensburger Hefte – Buchreihe), ISBN 978-3-945916-10-0.
- 2018: Ohne Familie ist kein Staat zu machen: Zeit zum Umdenken, Karl-Heinz B. van Lier (Hrsg.), Verlag Herder, Freiburg im Breisgau, ISBN 978-3-451-38282-6.
- 2019: Der politische Islam gehört nicht zu Deutschland: Wie wir unsere freie Gesellschaft verteidigen, Carsten Linnemann/Winfried Bausback (Hrsg.), Verlag Herder, Freiburg im Breisgau, ISBN 978-3-451-38351-9.
- 2020: Toleranz – Schaffen wir das?, Asfa-Wossen Asserate/Annette Friese (Hrsg.), Adeo Verlag, Aßlar, ISBN 978-3-86334-270-8.
- 2021: Väter & Töchter (Bettina Flitner), Elisabeth Sandmann Verlag, München, ISBN 978-3-945543-83-2.
- 2021: Zukunftsrepublik – 80 Vorausdenker*innen springen in das Jahr 2030, Campus-Verlag, Frankfurt am Main, ISBN 978-3-593-51386-7.
- 2022: nachkommen: Wenn Töchter ihren Müttern schreiben: emotionale und intime Einblicke in die Familienbeziehungen prominenter Aktivist*innen., &Töchter, München, ISBN 978-3-948819-04-0.
- 2024: Verteidigt die Demokratie!, Harald Roth (Hrsg.), Dietz Verlag, Bonn, ISBN 978-3-8012-0674-1.

### Dokumentarfilme
- 2015: Háwar – Meine Reise in den Genozid, Premiere am 25. November 2015 auf den 49. Internationalen Hofer Filmtagen[10][51]
- 2020: Jiyan – Die vergessenen Opfer des IS, 90 min, Premiere am 28. Januar 2020, Erstsendung am 9. Dezember 2020 im rbb Fernsehen[16][14][15]

## Auszeichnungen (Auswahl)
Für ihr Engagement wurden ihr verschiedene Auszeichnungen verliehen, so wurde sie etwa als Frau Europas 2018 der Europäischen Bewegung Deutschlands und mit dem Demokratie Preis / Ramer Award for Courage in the Defense of Democracy des American Jewish Committee ausgezeichnet.
Im September 2021 wurde Tekkal das Verdienstkreuz am Bande der Bundesrepublik Deutschland verliehen. Mit der Ehrung werden ihre Verdienste um das Leben von Menschen gewürdigt, die Verfolgung und Marginalisierung ausgesetzt sind und deren Leiden ohne ihre Arbeit dem Licht der Öffentlichkeit vorenthalten blieben, wie es in der offiziellen Verlautbarung des Bundespräsidialamts hieß.
- 2010 (mit Jan Rasmus): Bayerischer Fernsehpreis für das Extra-Spezial: Angst vor den neuen Nachbarn[7]
- 2013 (Marlene Alber, Christopher Grass und Ralf Herrmann): BNK-Medienpreis des Bundesverbandes Niedergelassener Kardiologen für den Extra-Beitrag: Das Herzschlagfinale[52]
- 2017 (mit Jan Ilhan Kizilhan): Demokratie Preis / Ramer Award for Courage in the Defense of Democracy des American Jewish Committee[53]
- 2018: Frau Europas der Europäischen Bewegung Deutschlands[22]
- 2018 (mit Jan Ilhan Kizilhan): Friedens- und Integrationspreis der Kurdischen Gemeinde Deutschlands[54]
- 2018 (mit Renate Matthei): Aufmüpfige Frau des Jahres der Stiftung aufmüpfige Frauen[9]
- 2018: Menschenrechtspreis der Ingrid zu Solms-Stiftung[55]
- 2019 (HAWAR.help e. V.): Europäischer CIVIS SPECIAL Medienpreis: Fußball und Integration für das Webvideo Scoring Girls[56]
- 2019: Rupert-Neudeck-Medaille für Mut & Menschlichkeit[57]
- 2020: German Diversity Award in der Kategorie Ethnicity, verliehen von BeyondGenderAgenda[58]
- 2020: She For Social Impact Award in der Kategorie Culture[59]
- 2020: Julius Hirsch Preis, verliehen vom DFB an HÁWAR.help[60]
- 2020: Wilhelm Wernicke Preis der Hertha BSC Stiftung für Scoring Girls[61]
- 2020/2021: BfDT-Botschafterin für Demokratie und Toleranz des Bündnis für Demokratie und Toleranz[62]
- 2021: Most Influential Woman of the Year, verliehen von Impact of Diversity[63]
- 2021: Engagement-Blum-Preis[64]
- 2021: Bundesverdienstkreuz am Bande[65]
- 2022: Bildungspreis der Hochschule Ansbach.[66] Ein Hörsaal der Hochschule wird für ein Jahr ihren Namen tragen.[67]
- 2022: Human Rights Activist of the Year, verliehen von GQ – Gentlemen’s Quarterly[68]
- 2023: Ernennung zur Frauenringsfrau 2023[69]
- 2023: Hildegard-Hamm-Brücher-Preis für demokratisches Handeln[70]
- 2023: Verdienstorden des Landes Berlin[71]
- 2023: Förderpreis der Marion-Dönhoff-Stiftung für internationale Verständigung und Versöhnung an HÁWAR.help[72]
- 2024: Theodor-Heuss-Preis[73]
- 2024: Pressefreiheitspreis des Medienverband für freie Presse[74]
- 2024: Niedersächsischer Staatspreis
- 2024: Plakette für Verdienste um die Landeshauptstadt Hannover (Stadtplakette Hannover)[75]
- 2024: Eintrag in das Goldene Buch der Landeshauptstadt Hannover (zusammen mit Ehrung mit der Stadtplakette)
- 2024: Theodor-Lessing-Preis der Deutsch-Israelischen Gesellschaft Hannover